# سیاتیستا
سیاتیستا (به لاتین: Siatista) یک منطقهٔ مسکونی در یونان است که در Voio Municipality واقع شده‌است.از زمان اصلاحات دولت محلی در سال ۲۰۱۱، بخشی از شهرداری Voio است که از آن کرسی و یک واحد شهری است. در فاصله ۲۸ کیلومتری (۱۷ مایل) جنوب غربی کوزانی قرار دارد.